# Le Mung
Le Mung is een gemeente in het Franse departement Charente-Maritime (regio Nouvelle-Aquitaine) en telt 264 inwoners (1999). De plaats maakt deel uit van het arrondissement Saint-Jean-d'Angély.

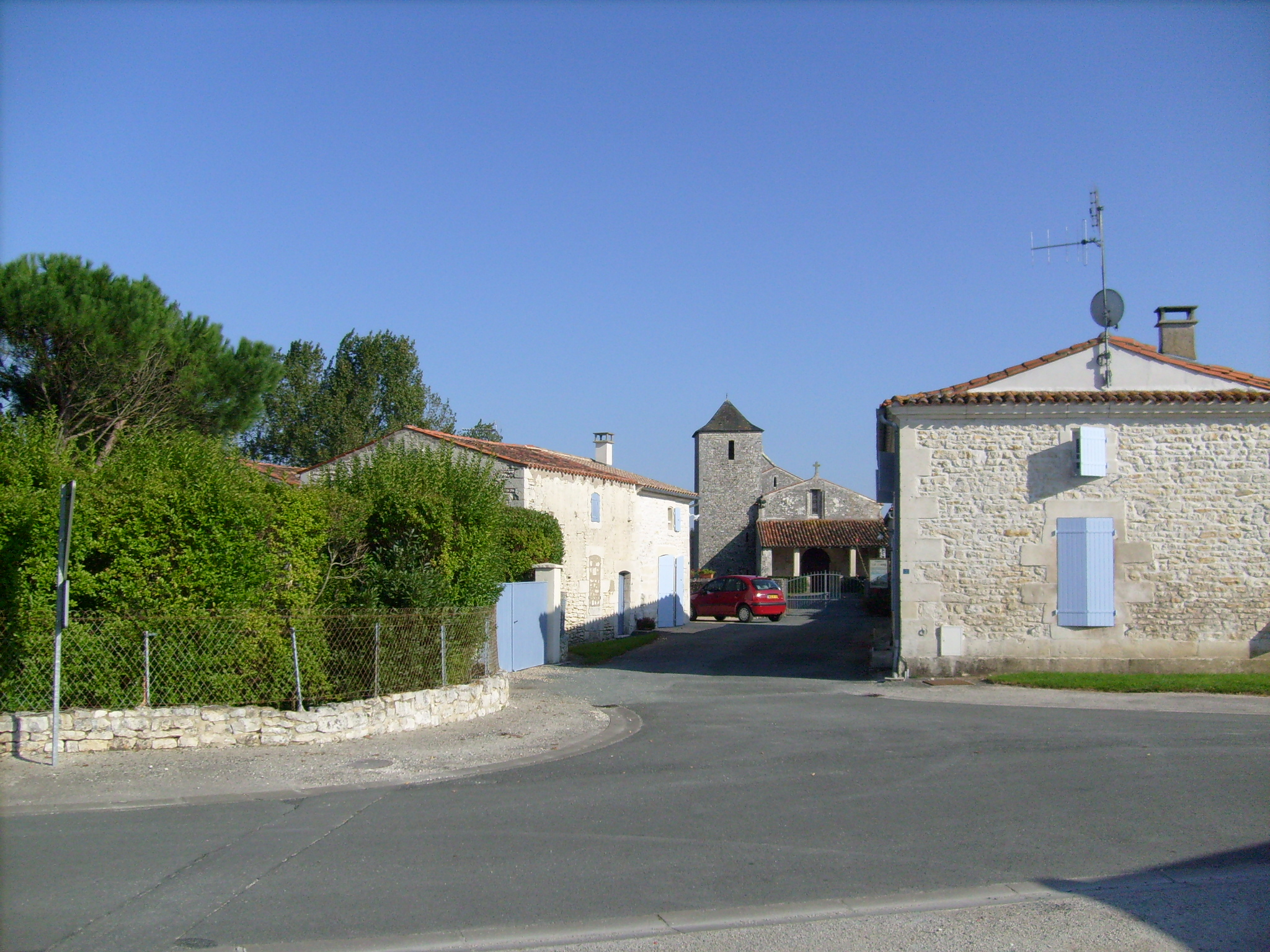
Le Mung
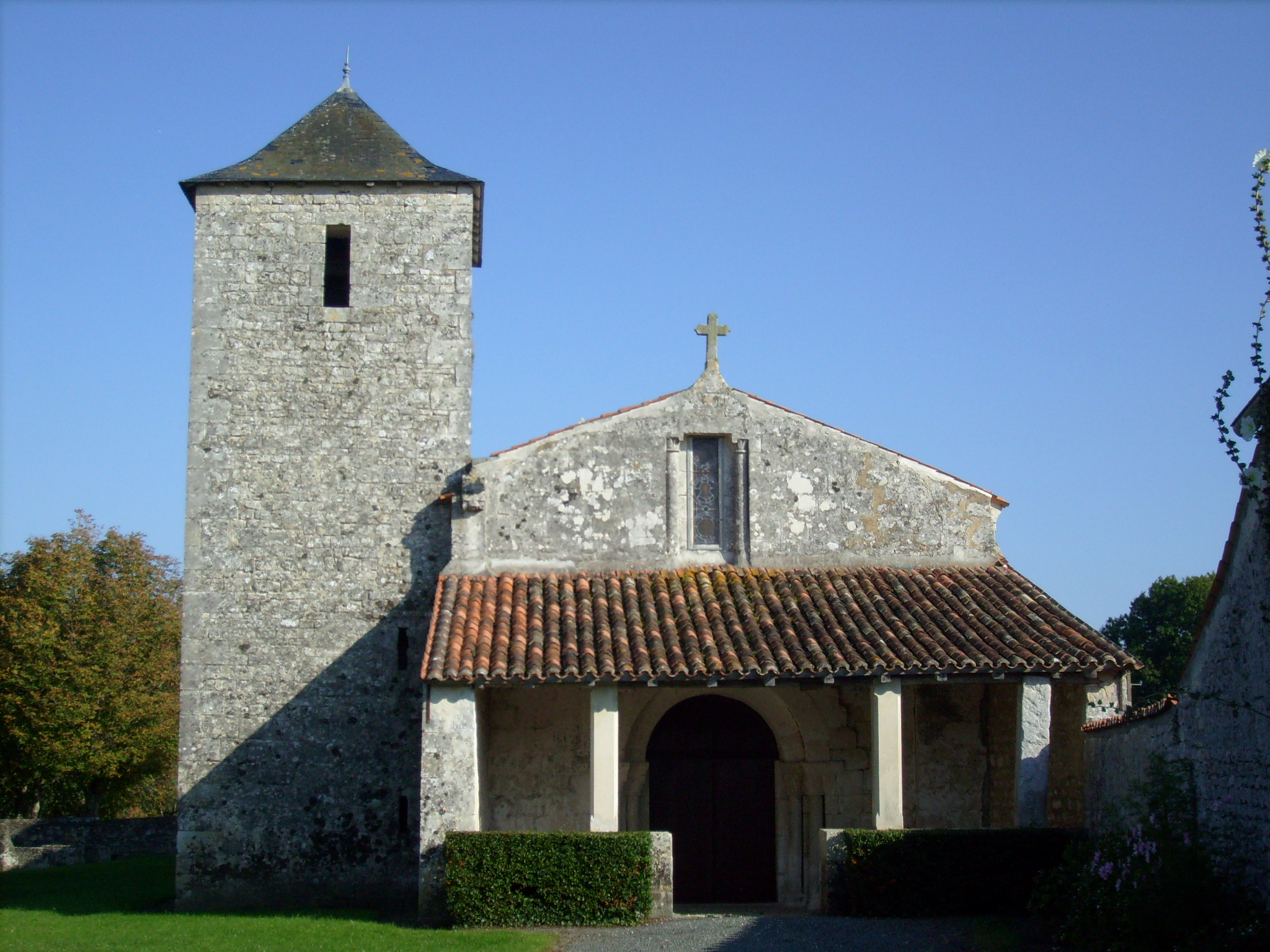
Kerk van Le Mung

## Geografie
De oppervlakte van Le Mung bedraagt 7,4 km², de bevolkingsdichtheid is 35,7 inwoners per km².
De onderstaande kaart toont de ligging van Le Mung met de belangrijkste infrastructuur en aangrenzende gemeenten.

## Demografie
Onderstaande figuur toont het verloop van het inwonertal (bron: INSEE-tellingen).